# Antonius-von-Padua-Kirche (Birštonas)

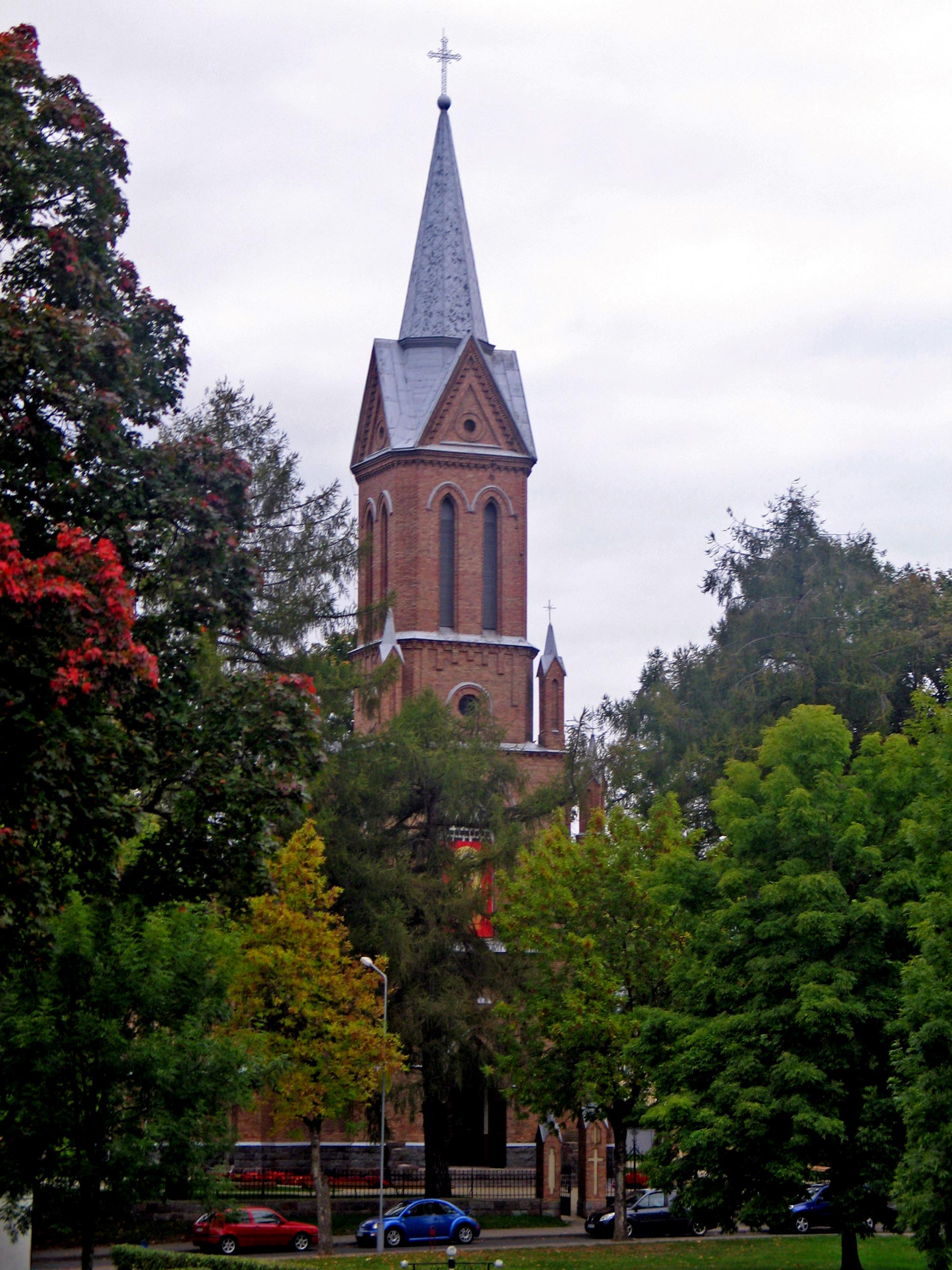
Antonius-von-Padua-Kirche

Die Antonius-von-Padua-Kirche Birštonas ist eine katholische neogotische Kirche in Birštonas im Dekanat Stakliškės im Bistum Kaišiadorys, Litauen am rechten Ufer der Memel.

## Geschichte
1529 gab es vermutlich eine erste Kirche, da Birštonas urkundlich als Stadt genannt wird. 1609 wurde der Stadtleiter zur Erneuerung der Kirche verpflichtet. 1643 wurde der Kirche das Dorf Žydeikoniai geschenkt. 1655 brannte die Kirche nieder. Im 18. Jahrhundert bestand eine Gemeindeschule.
1900 wurde das vom Architekten Vaclovas Michnevičius erstellte Projekt der Kirche bestätigt. Pfarrer Jonas Karvelis erbaute von 1900 bis 1909 mit den Einwohnern die Kirche. Architekt der Bauaufsicht war Edmundas Frykas. 